# Oriana Oppice
Oriana Oppice est une productrice, réalisatrice, scénariste et actrice américaine.

## Biographie
Oriana Oppice est née à Palerme en Sicile (Italie) et a grandi à Chicago.

## Filmographie

### Actrice
- 2005 : The Immigrants (court métrage) : Mia Sina
- 2005 : 208 (court métrage) : Mary
- 2005 : Médium (série télévisée) : Isabel Navarro
- 2006 : Mothers Be Good (court métrage) : Freddy Morley
- 2006 : American Debate (court métrage) : Jasmine
- 2006 : NCIS (série télévisée) : lieutenant Lara Hill
- 2007 : Patriot Johnny (court métrage) : Samantha
- 2010 : When Life Gives You Shoestrings (court métrage) : Drew
- 2012 : America's Most Wanted: James Hammes (série télévisée) : Deanna Hammes
- 2012 : Suspicious Densities (court métrage) : Julie
- 2013 : The Three Sessions : la vendeuse d'art
- 2014 : Clipped Wings, They Do Fly : Katie Simmons
- 2014 : House of Cards (série télévisée) : la journaliste
- 2014 : Co-Insurance (court métrage) : Lisa
- 2014 : Many a Moon (court métrage) : Dolores
- 2014 : Night Shift (court métrage) : Tina
- 2014 : Person of Interest (série télévisée) : la femme avec la liste
- 2014 : Momsters: When Moms Go Bad (série télévisée) : Kerri Fae Brown
- 2014 : The Goblin Baby (court métrage)
- 2015 : For the Love of Pete (court métrage) : Bridget Davenport
- 2015 : A Good Egg (court métrage) : Rachel
- 2015 : My Dead Boyfriend : Mrs. Lucas
- 2015 : Lobster Fra Diavolo (court métrage) : Angie
- 2015 : GRAS: Generally Recognized as Safe (court métrage) : Alex Mendez

### Réalisatrice - productrice - scénariste
| année | film                               | réalisatrice | productrice | scénariste | notes         |
| ----- | ---------------------------------- | ------------ | ----------- | ---------- | ------------- |
| 2014  | Many a Moon                        | Oui          | Oui         | Oui        | court métrage |
| 2014  | Camp Belvidere                     | Oui          |             |            | moyen métrage |
| 2015  | For the Love of Pete               | Oui          | Oui         | Oui        | court métrage |
| 2015  | The Bench Project                  | Oui          |             |            | mini-série    |
| 2015  | Lobster Fra Diavolo                | Oui          | Oui         |            | court métrage |
| 2015  | GRAS: Generally Recognized as Safe |              | Oui         |            | court métrage |